# Clathria inhacensis
Clathria inhacensis är en svampdjursart som beskrevs av Thomas 1979. Clathria inhacensis ingår i släktet Clathria och familjen Microcionidae.
Artens utbredningsområde är Moçambique. Inga underarter finns listade i Catalogue of Life.